# Edinburgh Festival

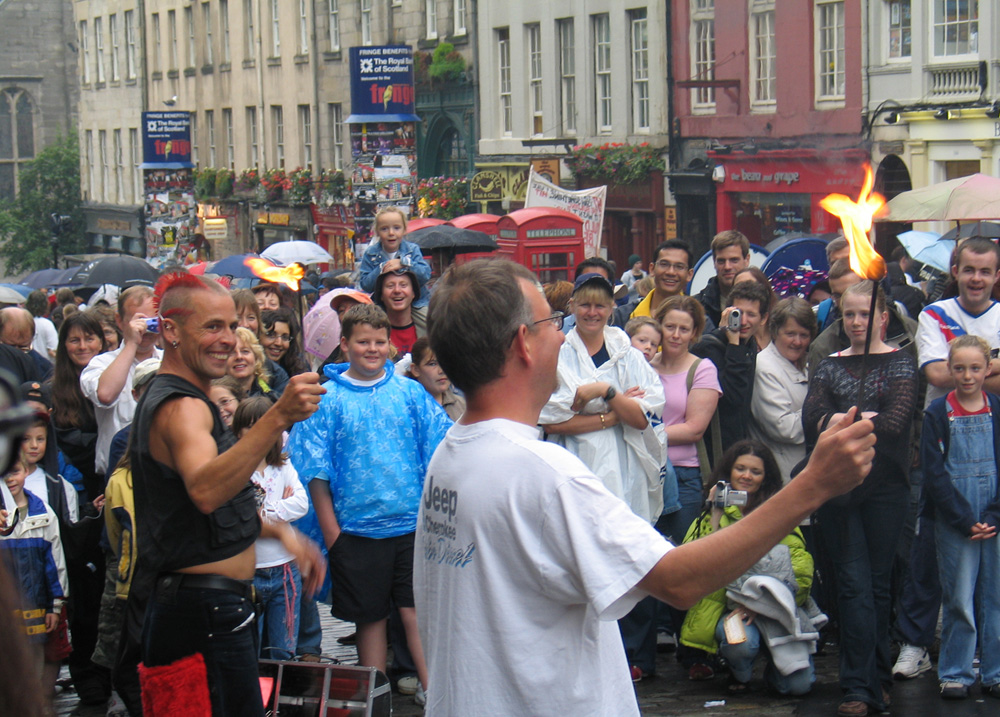
Występy artystyczne na Royal Mile

Edinburgh Festival – seria wydarzeń kulturalnych w stolicy Szkocji, Edynburgu.
Pojęcie to obejmuje siedem oddzielnych tematycznie festiwali odbywających się co roku w ostatnich tygodniach sierpnia. Pierwszy festiwal zorganizowany został w 1947 roku by ożywić życie kulturalne Szkocji.
Obecnie jest to największy festiwal kulturalny na świecie, co roku przybywa nań około 1 milion osób.
Cykl rozpoczyna zazwyczaj The Military Tattoo, festiwal orkiestr wojskowych. Ponadto w skład programu wchodzi festiwal teatralny The Fringe, festiwal muzyki poważnej, w tym opery i baletu, Edinburgh International Festival, Film Festival, Book Festival oraz Television Festival.